# Streaky, el Supergato
Streaky el Supergato (Streaky the Supercat el nombre original en inglés) es un personaje ficticio que aparece en historietas publicadas por DC Comics. Streaky apareció por primera vez en la revista Action Comics 261 (febrero de 1960) y fue creado por Jerry Siegel y Jim Mooney.
Él es el gato mascota de Supergirl que obtuvo poderes increíbles a través de la exposición a Kryptonita-X; tales como vuelo, superfuerza, supervelocidad, invulnerabilidad y habilidades de visión mejoradas. Su marca distintiva es un rayo que recorre su pelaje por ambos lados. También es miembro de la Legión de Super-Mascotas, junto con otros animales con superpoderes como Krypto (a quien acompaña como su compañero y mejor amigo), Beppo y Cometa.

## Historial de publicaciones
Streaky el Supergato apareció por primera vez en Action Comics 261 y fue creado por Jerry Siegel y Jim Mooney. Él era la mascota de Supergirl, en su identidad de Linda Lee.

## Biografía del personaje
Uno de una serie de animales super-poderosos que incluye a Krypto el superperro, Cometa el supercorcel y Beppo el Supermono, que fue popular en las historietas de DC en los años 1960, Streaky fue el gato mascota de Supergirl que obtuvo poderes debido a una inusual forma de kryptonita.
En Action Comics 261 (febrero de 1960) Supergirl estaba experimentando con un trozo de kriptonita verde en un intento de encontrar una manera de neutralizar sus efectos mortales. Cuando su experimento falló, arrojó la kryptonita (o "Kryptonita-X", como se la conoció) por la ventana. Aunque su experimento falló, su mascota Streaky se encontró con la Kryptonita-X y estuvo expuesto a su radiación. Como lo describen los cómics: "Debido a la combinación única de sustancias químicas en X-Kryptonite, ¡le ha dado superpoderes a Streaky!" Los poderes de Streaky consistían en un subconjunto más pequeño de los de Superman y Supergirl, incluyendo vuelo, superfuerza, supervisión, supervelocidad, visión de calor e inteligencia a nivel humano o superior.
Streaky hizo apariciones esporádicas en historias cómicas durante la década de 1960, e incluso se convirtió en miembro de la Legión de Super-Mascotas, un grupo formado por los animales superpoderosos antes mencionados.
La última aparición pre-Crisis de Streaky fue en Adventure Comics 394 (junio de 1970). Cuando toda la kryptonita de La Tierra fue transformada en hierro en Superman 233 (enero de 1971), La fuente de energía de Kryptonita-X de Streaky también fue eliminada, poniendo fin a su súper carrera y devolviéndolo a la vida de un gato doméstico normal. En una respuesta a la carta de un lector en Supergirl # 2 (enero de 1973), el editor E. Nelson Bridwell confirmó la eliminación de Kryptonita-X y que Streaky, ahora sin poderes, se había ido a vivir con los padres adoptivos de Linda (Supergirl) Danvers en Midvale.
Durante la etapa de Grant Morrison en Animal Man, un Streaky de pelaje gris (que al volar dejaba una estela naranja con una marca de rayo amarillo) hizo una pequeña aparición en los números 23 y 24 (Mayo/Junio de 1990) como uno de los personajes de Pre-Crisis que fueron devueltos a la realidad por la máscara de Medusa del Psico-Pirata. Este Streaky alternativo atacó a "Overman", una versión malvada del universo paralelo de Superman con su visión de calor antes de ser arrojado fuera del manicomio. Presumiblemente, este Streaky desapareció de la existencia cuando terminó el episodio de locura del Psico-Pirata, junto con sus homólogos humanos.
Varios gatos inspirados y a veces llamados Streaky han hecho apariciones en el Universo DC Post-Crisis, pero ninguno hasta ahora ha recibido poderes. En la serie Supergirl (vol. 4), un particular gato llamado Streaky, idéntico a la versión pre-crisis, salta de un árbol como si intentara volar antes de ser salvado por Supergirl y lo regresa a su dueño, diciendo que el pueblo de Leesburg "no está listo para un gatito volador". El gato apareció en los números 25 (septiembre de 1998) y 42 (marzo de 2000). En la New York Comic Con de 2007, cuando se le preguntó sobre los rumores de una serie basada en Streaky, el escritor Paul Dini dijo que el "gato está fuera de la bolsa".
En Supergirl (vol. 5) 10 (noviembre de 2006), se revela que Kara tiene una gata como mascota. En el número 14 (abril de 2007) Supergirl comenta que el nombre del gato es Streaky (Rayada) porque "no entiende el concepto de la caja de arena" Durante la Crisis Final, a Streaky se la ve en el departamento de Supergirl cuando esta le insiste que no haga sus necesidades en el lavadero. Luego de escapar de la Ecuación Anti-Vida, Supergirl lleva a Streaky a la Fortaleza de la Soledad. En Supergirl 38 (abril de 2009) se establece que cuando Supergirl comenzó a compartir su departamento con Lana Lang pasando a adoptar la identidad de "Linda Lang", se llevó a Streaky a vivir con ella. Cuando Supergirl comenzó a vivir en Nuevo Krypton, Lana se encargó de cuidar a la gata.
La primera aparición del Streaky Post-New 52 y DC Rebirth fue en Super Sons Annual 1. Esta versión tiene rasgos de las versiones Pre y Post Crisis, ya que Streaky es una gata pero tiene los poderes del personaje original. Streaky era miembro de la Legión de Super-Mascotas (que incluye a Krypto, Titus, Flexi el Ave-Plástico, Bat-Cow y Clay Critter), pero el grupo se peleó luego de que muriera Clay Critter tras la batalla contra el gato Linterna Roja Dex-Starr y las hienas Bud y Lou. Más tarde Krypto y Titus reunirán al grupo para detener a un ladrón de mascotas alienígena que ha estado secuestrando a los perros de la ciudad. También se da a entender que está enamorada de Krypto, a pesar de culparlo por la desaparición de Clay Critter.

## Descendiente
Streaky tiene un descendiente llamado "Whizzy" en el siglo 30, que apareció por primera vez en Action Comics 287 (abril de 1962), y fue creado por Jerry Siegel y Jim Mooney. Muy parecido a Streaky, Whizzy es naranja con un rayo blanco en cada lado de su cuerpo.
Supergirl se encontró por primera vez con Whizzy, que llevaba una capa roja como su ancestro, cuando ella respondió a un pedido de ayuda de la Legión de Super-Héroes en el siglo 30. Luego de derrotar al Hombre Positivo, Supergirl es contactada por un gato volador que ella asume que es su mascota Streaky. Ella observa: "¡Tienes una insignia [con la letra] 'W' en tu capa en lugar de una 'S"! ¡El grabado en tu collar lo explica todo". Lo cierto es que, estampado en el collar del gato se encuentra la siguiente leyenda: "Whizzy, descendiente del famoso supergato Streaky."
Los efectos de la batalla contra el Hombre Positivo (derrotado usando un Pájaro Negativo) hicieron que los legionarios aparentemente perdieran sus poderes. Supergirl cubre al equipo, pero ellos la traicionan. Ella y Whizzy son enviados a la Zona Fantasma. Mientras están en la zona fantasma, Supergirl se entera de que los legionarios sin poderes son en realidad una raza invasora de "hombres camaleón". Whizzy ayuda en el escape de la zona fantasma. Los invasores son derrotados y los héroes son rescatados de su prisión en un asteroide.

## Otras versiones
Así como aparecía en historietas relacionadas al dibujo animado Krypto the Superdog, Streaky apareció también en Supergirl: Cosmic Adventures in the 8th Grade. Él hizo una aparición breve en el número 3 (abril de 2009), pero en el número 4 (mayo de 2009) obtiene los superpoderes al ser expuesto a una pieza electrocutada de kryptonita que Supergirl había descartado. 
Él lleva a Supergirl bajo su colegio donde rescata a unos estudiantes. Luego se va hacia el espacio prometiendo volver ya que descubrió algo acerca de los maestros de Supergirl. Regresa en el número 5, donde salva a Supergirl de recibir un golpe de la visión de rayos bizarro de Belinda Zee. Él es transformado en un gato dientes de sable. Con el segundo golpe de la visión es revertido a un gato normal. Pasa el resto de la serie y si bien se enfrenta a los malos, insinuando que su inteligencia se mantuvo, sus poderes y capacidad para expresarse le fueron quitados.
Streaky apareció en los títulos DC Super Friends y Tiny Titans. En Super Friends 14 (junio de 2009), ayuda a las demás super-mascotas a salvar al mundo cuando la humanidad es inmovilizada. En Tiny Titans, asiste al encuentro del club de mascotas con Supergirl y las demás super-mascotas. En Superman Family Adventures 2, Streaky se encuentra con Fuzzy, el ratón de Krypto por primera vez.
Una versión del personaje aparece junto a Krypto en la tira de Supergirl en la revista semanal Wednesday Comics. La historia fue escrita por Jimmy Palmiotti y dibujada por Amanda Conner.

## En otros medios

### Televisión
- Streaky apareció en el Universo animado de DC (DCAU), aunque como un gato normal.
  - Una escena del episodio "Deep Freeze" de Batman: La Serie Animada aparecen un grupo de juguetes robots que recuerdan a personajes clásicos de las historietas como Bati-duende, Mr. Mxyzptlk, y Krypto, y uno de ellos se parece a Streaky.[24]

- - En Superman: La Serie Animada, Streaky ha hecho algunas apariciones como gato doméstico ordinario de los Kents. Como una broma interna en el episodio "Mxyzpixilated", Mr. Mxyzptlk demostró sus poderes al hacer que Streaky volara por la habitación.[25]

- - En el episodio "Comfort and Joy" de la Liga de la Justicia, J'onn J'onzz no siente el espíritu de Navidad hasta que deambula por Smallville. Se encuentra con Streaky al comienzo del episodio, tratando de atraerlo diciéndole "Kitty", a lo que Streaky bufa y huye. Al final del episodio, J'onn se encuentra en su verdadera forma marciana acariciando a Streaky mientras canta.[26]

- En 2005, Streaky pasa a ser un personaje principal en la serie animada Krypto the Superdog de la cadena televisiva Cartoon Network. En esta serie, Streaky una vez más tiene superpoderes, y es la mascota mimada de la vecina del dueño de Krypto, Andrea. En la serie, Streaky va a un laboratorio donde se topa con un láser duplicador. El láser rebota en Krypto y golpea a Streaky, dándole así poderes similares a los de Krypto. A diferencia de la versión de las historietas, que era inmune a la radiación de Kryptonita, este Streaky comparte la vulnerabilidad de Krypto a la kryptonita verde y roja.[27]

- Streaky aparece en la serie animada de la Legión de Super Héroes en el episodio "Message in a Bottle". Esta versión el personaje es nativo de la encogida ciudad de Kandor. Cuando Brainiac 5 transforma el sol kandoriano de rojo a amarillo, Streaky recibe superpoderes.[28]

- En un episodio de Batman: The Brave and the Bold, Streaky es mostrado en un aviso de TV que Jaime Reyes está mirando. El comercial promueve los "Bocadillos para Gatos Plastino". Al Plastino fue el artista que dibujó la primera aparición de la dueña de Streaky, Kara Zor-El.

- Streaky el supergato aparece en el corto "DC Super-Pets" de DC Nation Shorts con voz de Debra Wilson.

- Streaky el supergato aparece en el episodio de Justice League Action, "Unleashed", ayudando a Krypto el Superperro en la batalla contra Dex-Starr de Red Lantern Corps, con la voz de Jason J. Lewis.[29]

- Streaky ha hecho apariciones en la serie de acción en vivo Supergirl de The CW. Sin embargo, se lo representa como un gato negro sólido y no posee superpoderes. Kara describe a Streaky como un gato callejero que encontró poco después de llegar a la Tierra. Ella lo alimentaba todas las noches y aprendía a ser amable con él a pesar de su fuerza kryptoniana. Kara se sintió como una extraterrestre en la Tierra hasta que Streaky la ayudó a sentirse como una humana.[30]

### Libros
- En 2011, Capstone Publishers comenzó a publicar una serie de libros DC Super-Pets ilustrados por Art Baltazar.[31] Streaky protagoniza Royal Rodent Rescue escrito por John Sazaklis y dibujado por Baltazar.[32]

## Otras lecturas
- Korte, Steve; Baltazar, Art (2013). DC Super-Pets Character Encyclopedia. Capstone Publishers. p. 128. ISBN 978-1479520305.

- Datos: Q3975927